# Championnats d'Europe de char à voile 1982
Navigation
1981 1983
Les 20e championnats d'Europe de char à voile 1982, organisés par le pays hôte sous l'égide de la fédération internationale du char à voile, se sont déroulés à Brean dans le comté de Somerset en Angleterre,.

## Podiums
| Épreuve  | Or               | Argent                | Bronze               |
| Classe 2 | Robert Demuysere | Guy Houillon          | Pierre Nyssens       |
| Classe 3 | Bertrand Lambert | Hans-Werner Eickstädt | Jean-Marc Grimonpont |
| Classe 4 | Paul Shakleton   | Jean-Pierre Ville     | Jacques Robin        |
| Classe 5 | Mark White       | Mike Shaw             | Patrice Bulteau      |

| Épreuve | Or           | Argent          | Bronze                      |
| Femmes  | Sylvie Fajou | Brigitte Cantin | Véronique Ribaud de Gineste |

## Tableau des médailles par nation
| Rang | Nation      | Or | Argent | Bronze | Total |
| ---- | ----------- | -- | ------ | ------ | ----- |
| 1    | Royaume-Uni | 2  | -      | -      | 2     |
| 2    | France      | 1  | 2      | 3      | 6     |
| 2    | Belgique    | 1  | -      | 1      | 2     |
| 4    | Allemagne   | -  | 1      | -      | 1     |
| 5    | Oman        | -  | 1      | -      | 1     |

| Rang | Nation      | Or | Argent | Bronze | Total |
| ---- | ----------- | -- | ------ | ------ | ----- |
| 1    | Royaume-Uni | 1  | 1      | 1      | 3     |